# 流体悬浮
流体悬浮，是指通过改变流体流向以改变物体表面压力，达到克服重力，进而改变物体在流体中状态的现象。流体悬浮床即根據此原理設計，可降低人體下方與床舖接觸面之壓力。